# Les Trois Arbres (Grataloup)
Ne pas confondre avec Les Trois Arbres, gravure de Rembrandt.
Les Trois Arbres est une œuvre de Guy-Rachel Grataloup. C'est l'une des œuvres d'art de la Défense, en France.

## Description
L'œuvre est située devant la résidence Les Platanes. La mosaïque recouvre une cheminée d'aération de 28,5 m de haut.

## Historique
L'œuvre est installée en 1988.